# Henri Nouveau
Henri Nouveau, eigentlich Heinrich Neugeboren (* 6. März 1901 in Kronstadt, Österreich-Ungarn; † 12. Januar 1959 in Paris), war ein deutsch-französischer Maler, Bildhauer, Komponist, Pianist, Schriftsteller und Kunsttheoretiker.

## Leben
Im Jahr 1912 wurde Heinrichs Vater, der Ingenieur Franz Adolf Neugeboren, ein Urenkel von Daniel Georg Neugeboren, dienstlich von Kronstadt nach Budapest berufen. Schon früh hatte Heinrich zu zeichnen und malen begonnen. In Budapest erhielt der elfjährige Gymnasiast dann fachlichen Klavier- und Zeichenunterricht. Opernbesuche in der ungarischen Hauptstadt förderten weiterhin sein Interesse an Musik, und es war vor allem Wagners „Tristan“, der den jungen Heinrich völlig in den Bann zog. Ein solches Erlebnis sollte auch zu bildnerischem Impuls werden: Heinrich entwarf nun auch märchenhafte Theaterdekorationen.
Zum Zeitpunkt des Abiturs stand dann sein Entschluss fest, Musiker zu werden. 1921 begann Heinrich Neugeboren sein Studium an der Hochschule für Musik in Berlin. Nach Beendigung der Studien – als Schüler von Egon Petri, Ferruccio Busoni und Paul Juon – wurde der ausgezeichnete Pianist und angehende Komponist für zwei Jahre, 1924–1925, Meisterschüler von Nadia Boulanger an der École Normale de Musique in Paris.
Die 1920er Jahre in Berlin und Paris waren geprägt von einer überaus regen schöpferischen Arbeit; kein Jahr verging, ohne dass wenigstens ein kammermusikalisches Werk entstand. Die Verlage „Robert Deiss“, „Alphonse Leduc“ und „Durand“ veröffentlichten einige dieser Musikstücke, und die Société de Musique Indépendente führte im „Triton“ erstmals Nouveaus Musik auf. Der französische Rundfunk führte diese Initiative fort, und als wenige Jahre später, 1934, die Entscheidung erwogen wurde, welcher der jungen Nachwuchskünstler die französische Komponistenschule beim internationalen Musikwettbewerb in Florenz repräsentieren soll, fiel die Wahl auf Henri Nouveau.

## Werk
Als Komponist ausschließlich der Kammermusik zugetan, schuf Nouveau gleichzeitig als Maler zuerst meist Bilder von kleinem Format mit surrealistischen Figuren. Durch den Kunsttheoretiker, Maler und Bildhauer Hans Mattis-Teutsch, der ebenfalls aus Kronstadt stammte und damals in Paris lebte, kam er zur abstrakten Darstellungsweise. Seine meisten Hauptwerke entstanden jedoch in der Malweise des französischen Surrealismus.
In Frankreich stellten mehrere bekannte Galerien seine Bilder aus und auch in Deutschland, Italien, in der Schweiz und in Schweden waren seine Gemälde zu sehen. Die Museen „Galerie de France“, „Musée d’Art Moderne“, das „Stedelijk Museum“ in Amsterdam und die Pinakothek des Leverkusener Schlosses Moirsbroch erwarben Bilder Henri Nouveaus. Leverkusen sollte Jahre später die Stadt werden, wo ein „Ausnahmewerk“ einen bleibenden Standort fand: Henri Nouveaus berühmtes Bachdenkmal „Monument dédié à J.-S. Bach“, gestaltet 1928 in Dessau nach einigen Takten der es-moll-Fuge aus dem 1. Band des „Wohltemperierten Klaviers“ als dreidimensionale Skulptur.
Henri Nouveau hat der Nachwelt ein reiches Œuvre hinterlassen: 50 Kammermusikstücke, über 1000 Gemälde und Grafiken, außerdem Keramiken, kunstgewerbliches Geschmeide, kunsttheoretische Essays, literarische Erzählungen und nicht zuletzt die tiefsinnigen Aphorismen in seinem über vier Jahrzehnte hindurch geführten Tagebuches.
Nach seinem Tod wurde 1963 in Paris von Freunden und Künstlern die Association des Ami de Henri Nouveau / Henrik Neugeboren gegründet, die das künstlerische Erbe betreut sowie Ausstellungen und Konzerte veranstaltet.